# Jonas Syssoïevitch

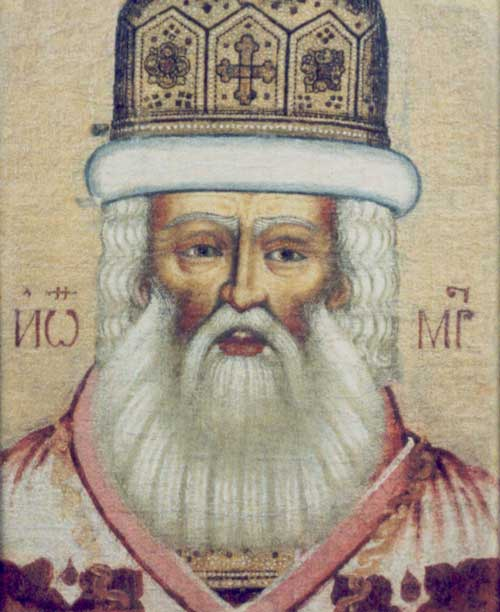
Jonas Syssoïevitch

Jonas Syssoïevitch (en russe : Иона (III) Сысоевич) (env.1607 — 20 décembre 1690 (30 décembre dans le calendrier grégorien)) est un évêque orthodoxe, métropolite de l'éparchie de Rostov et Iaroslavl durant les années 1652 à 1690, proche collaborateur du patriarche Nikon. C'est lui qui est à l'origine des nombreuses constructions, restaurations et ajoutes d'annexes diverses telles que celles du Kremlin de Rostov, celles du Monastère Saint-Boris-et-Saint-Gleb (Borissoglebski), de la Cathédrale de la Dormition de Iaroslavl, du Monastère de Tolga à Iaroslavl, du monastère de la Résurrection à Ouglitch et de la Cathédrale Michel-Archange à Veliki Oustioug.

## Biographie

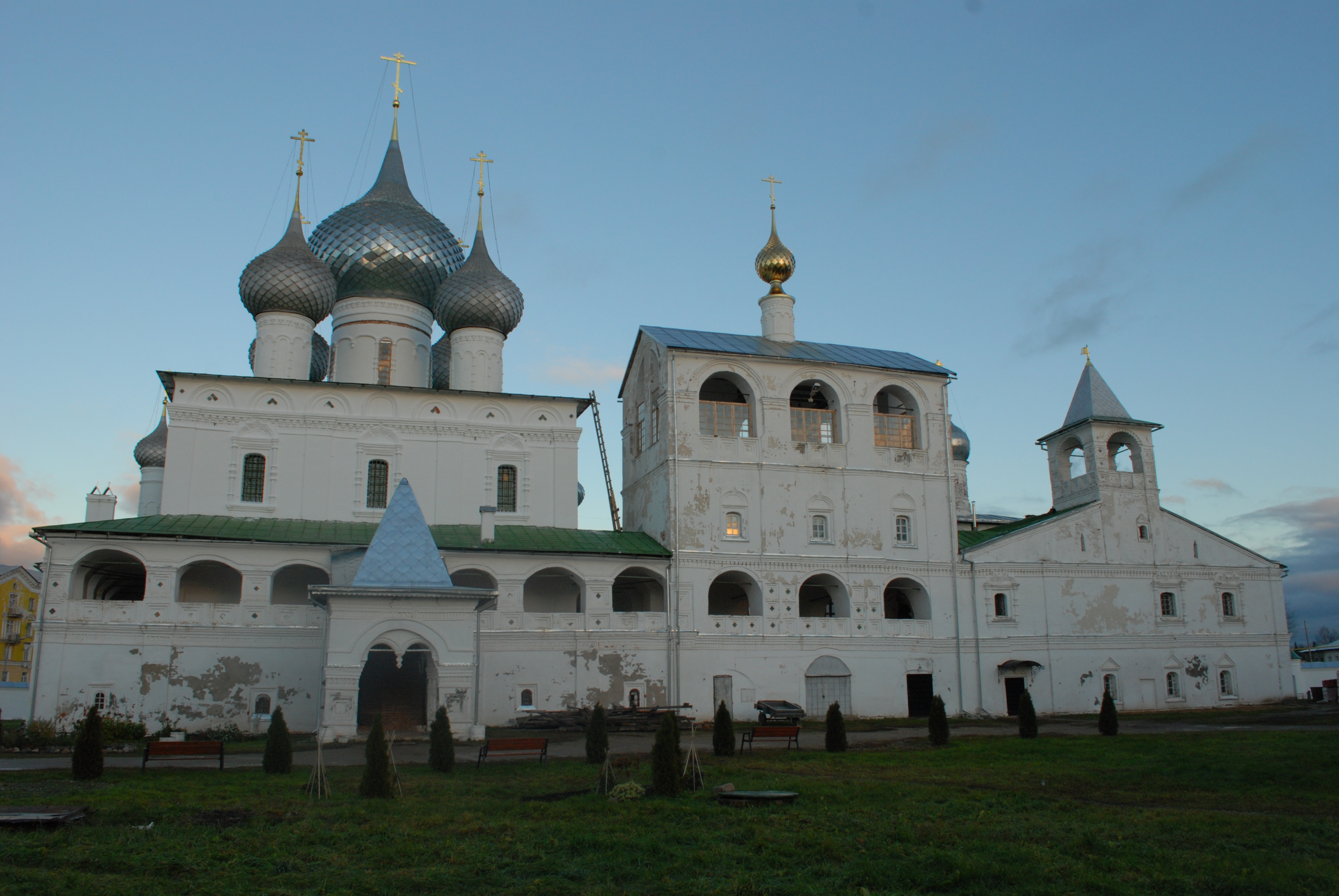
Ouglitch, Monastère de la Résurrection.

Jonas Syssoïevitch est né aux environs de l'an 1607 dans la famille du pope Sysoe, servant dans la paroisse d'Angelovo, non loin de la ville de Rostov Veliki.
Il fut moine au Monastère de la Résurrection de la ville d'Ouglitch. Puis il devient archimandrite du Monastère de Belogostitski, puis de 1646 à 1652 du Monastère de l'Épiphanie d'Abraham.
Le 15 août 1652 Jonas est ordonné évêque par le patriarche de Moscou et de toute la Russie Nikon et élevé à la dignité de métropolite de l'éparchie de Rostov et de Iaroslavl. En 1654 et 1656 il est présent également à Moscou pour le Concile chargé de corriger les textes des livres de l'Église. Il partage sa longue vie d'ecclésiastique actif entre Moscou, Iaroslavl et Rostov.
Il meurt le 20 décembre 1690 et est inhumé dans la cathédrale de la Dormition de Rostov. Le successeur de Jonas fut Ioasaf Lazarevitch qui poursuit l'action de son prédécesseur, édificateur de cathédrales.

## Les constructions

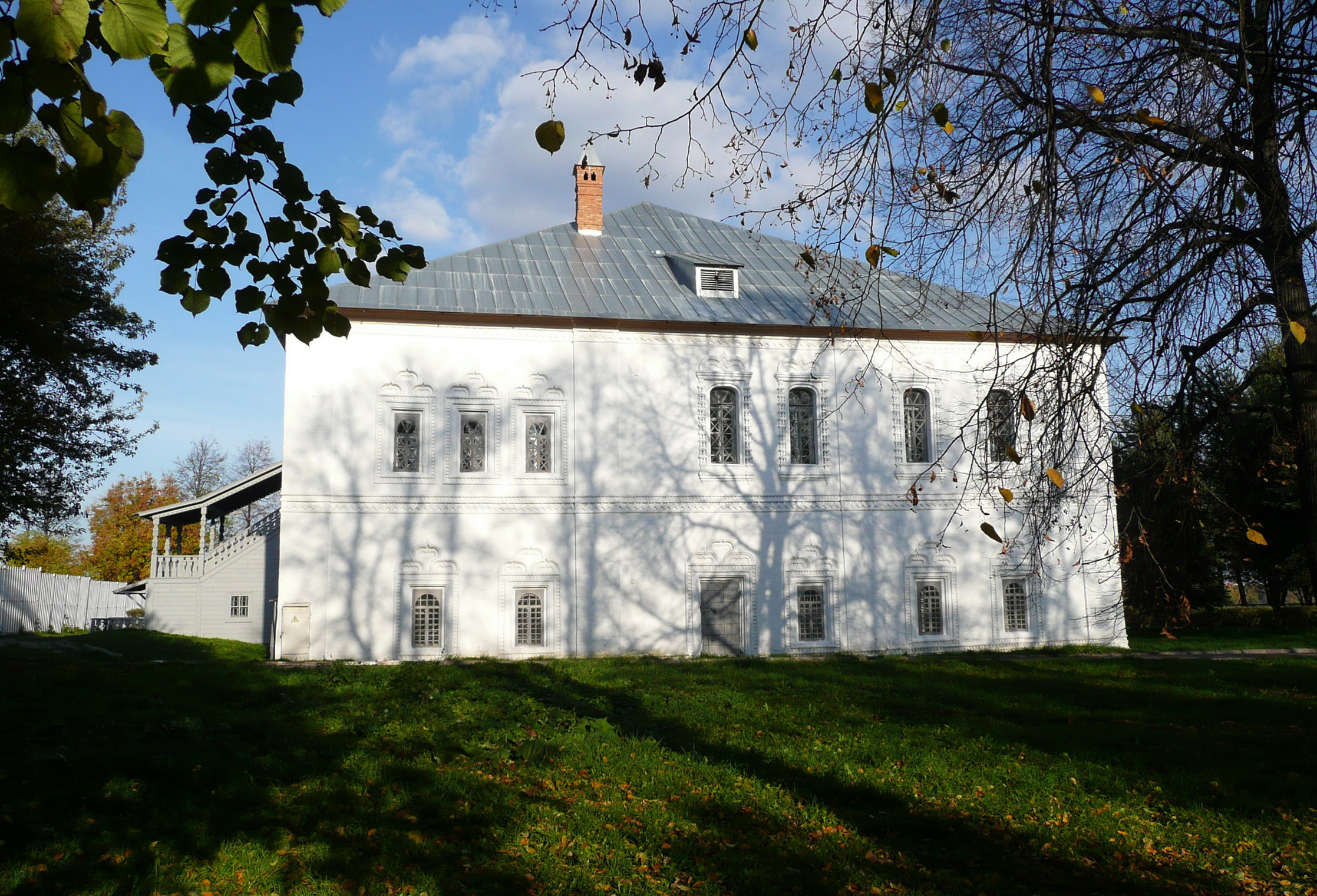
Palais du métropolite Jonas à Iaroslavl

Le métropolite Jonas fut un grand bâtisseur. Avec le patriarche Nikon il est la plus importante figure de mécène ecclésiastique du XVIIe siècle. Presque toutes les constructions ou les restaurations du Kremlin de Rostov, d'Ouglitch, et de Borissoglebski sont dues à son activité. Le Monastère de la Résurrection (Ouglitch), consacré en 1674, peut être considéré comme la première ébauche du Kremlin de Rostov. C'est un des ensembles les plus imposants de l'ancienne architecture russe. L'église, le réfectoire et les clochers forment un tout remarquablement homogène.
Au Monastère Saint-Boris-et-Saint-Gleb (Borissoglebski) il fit adjoindre une église, un beffroi, des décorations de portes et du réfectoire en 1680.
Beaucoup d'édifices sont garnis de fresques. Dans le Kremlin de Rostov, Jonas Syssoïevitch fait même planter un Jardin suspendu qui a disparu.
Il fait également construire le carillon de la Cathédrale de la Dormition (Rostov) dont la cloche la plus grosse est appelée « Sysoe » en l'honneur de son père. Ces églises et monastères sont aussi de véritables forteresses monastiques, des citadelles de la foi orthodoxe. Elles sont hérissées de tours de garde, de courtines.
Beaucoup de ces bâtiments sont caractérisés par l'union de l'architecture religieuse avec l'architecture civile et militaire. Cela imprime à ces édifices une puissante originalité.

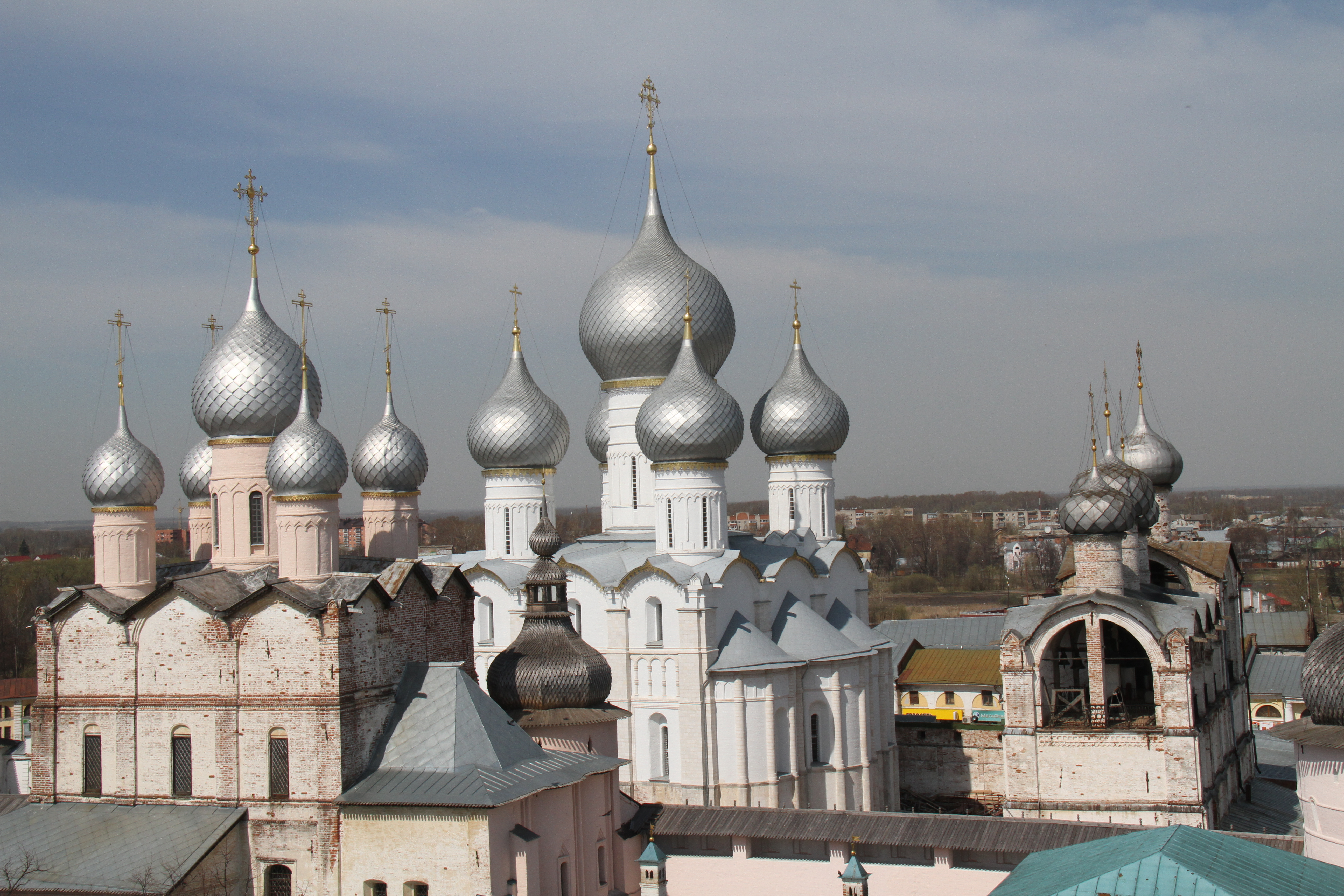
Le Kremlin de Rostov
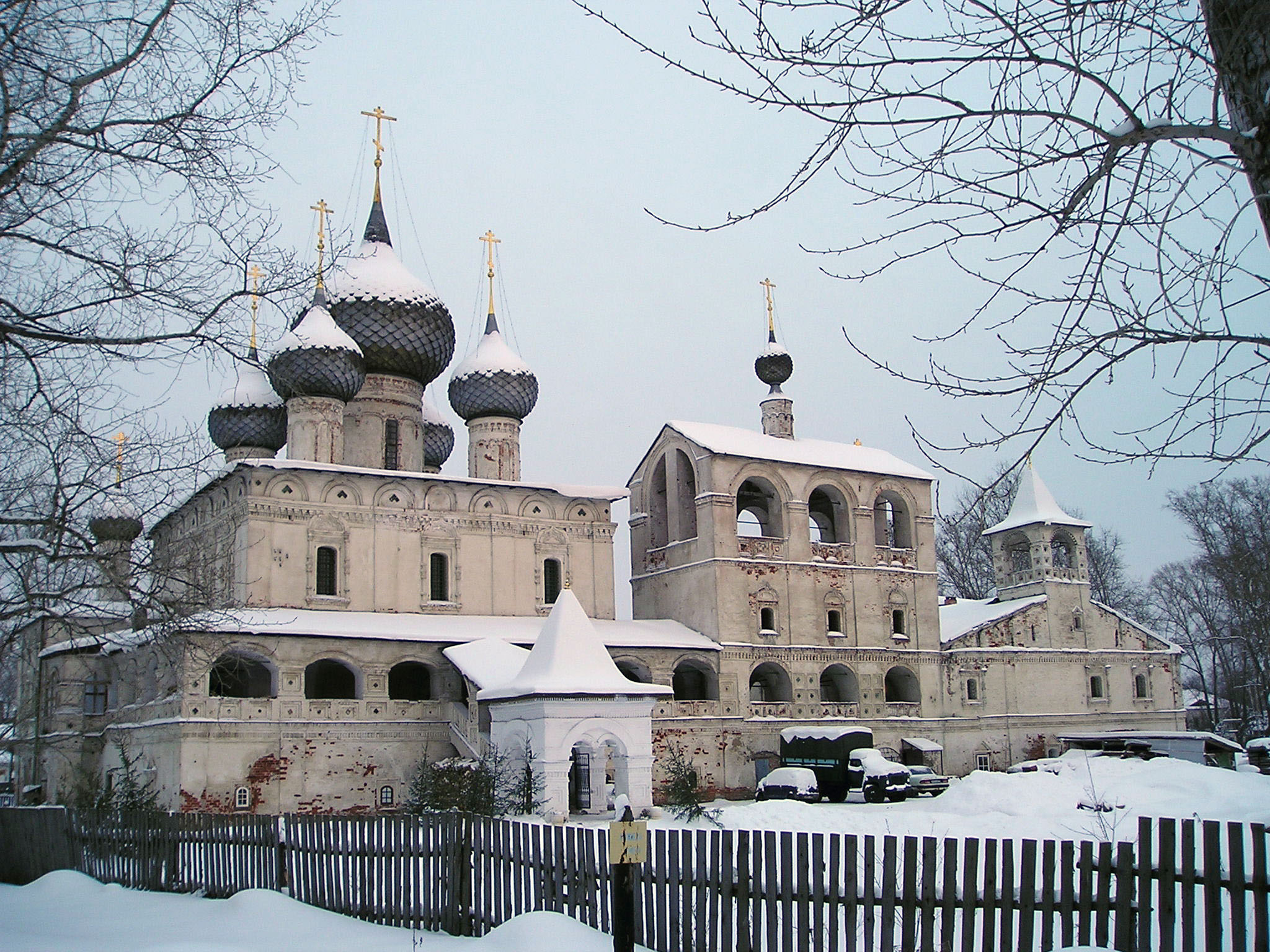
Monastère de la Résurrection (Ouglitch)
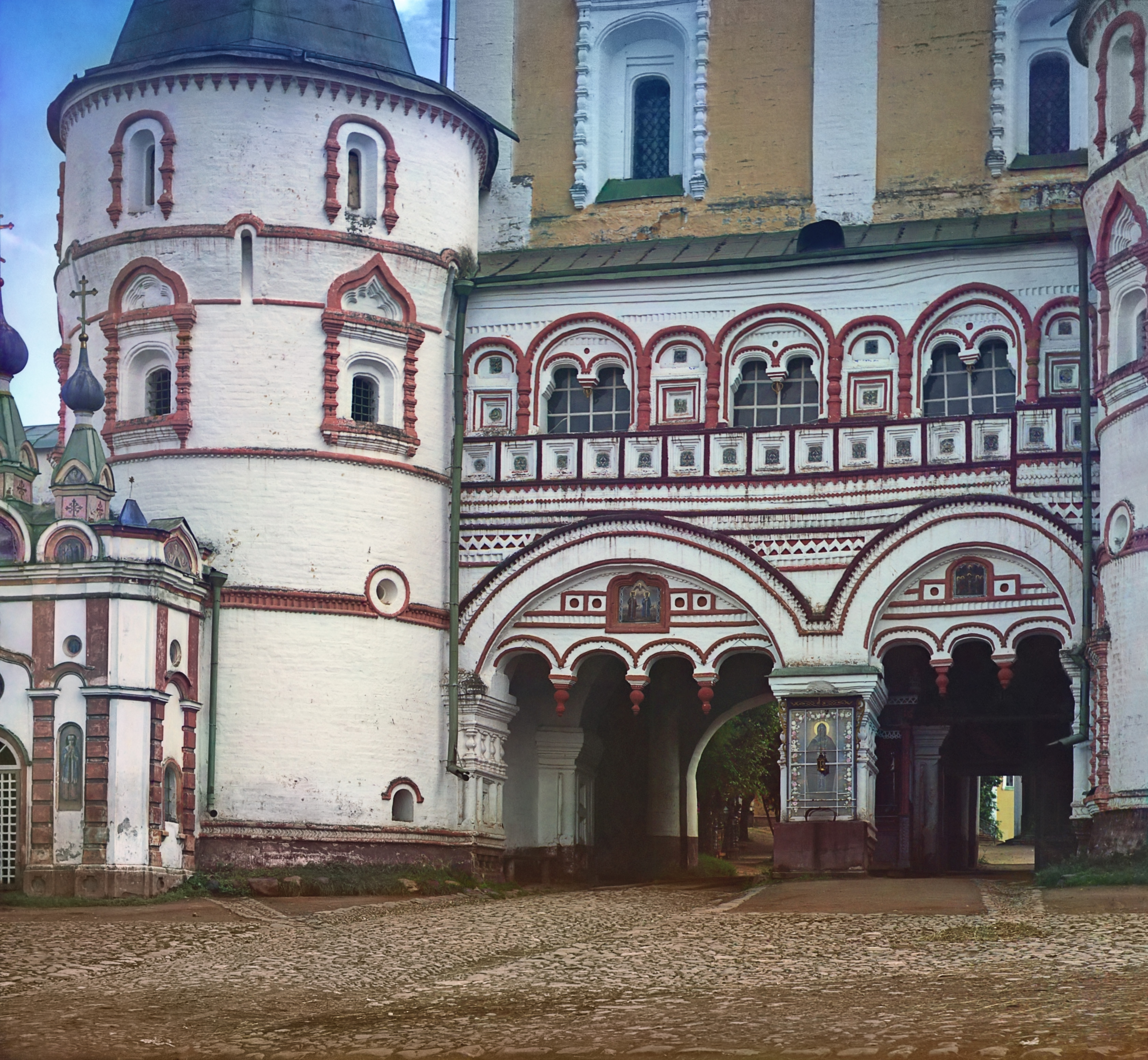
Portes du Monastère Saint-Boris-et-Saint-Gleb (Borissoglebski)
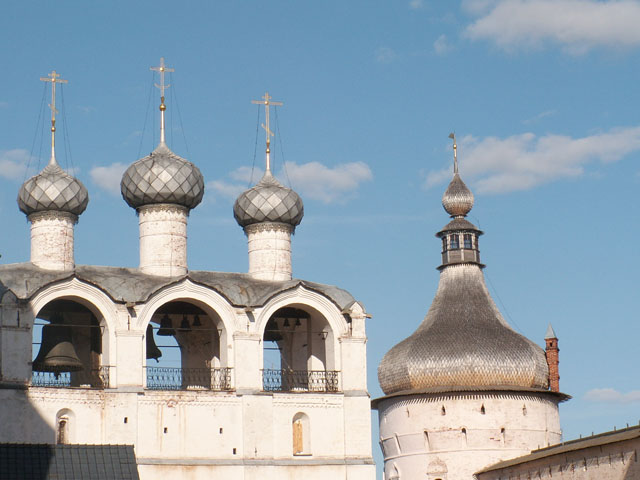
Carillon dans le kremlin de Rostov

## Sources
- (ru) Иона Сысоевич. Биографическая энциклопедия (Biographie de Jonas Syssoïevitch)